# Васильченко Валерія Віталіївна
Валерія Віталіївна Васильченко — солдат Збройних сил України, учасниця російсько-української війни, що відзначилася у процесі російського вторгнення в Україну в 2022 році.
З 2018 року — студентка юридичного факультету Дніпропетровського державного університету внутрішніх справ.

## Нагороди
- орден «За мужність» III ступеня (2022) — за особисту мужність і самовіддані дії, виявлені у захисті державного суверенітету та територіальної цілісності України, вірність військовій присязі[1].
- медаль «Захиснику Вітчизни» (2022) — особисту мужність і самовіддані дії, виявлені у захисті державного суверенітету та територіальної цілісності України, вірність військовій присязі.